# Munidopsis sarissa
Munidopsis sarissa is een tienpotigensoort uit de familie van de Munidopsidae. De wetenschappelijke naam van de soort is voor het eerst geldig gepubliceerd in 2007 door Lin, Osawa & Chan.